# Michael Keating (Politiker)
Michael Keating (* 29. September 1946) ist ein irischer Politiker und saß von 1977 bis 1989 im Dáil Éireann, dem Unterhaus des irischen Parlaments.
Keating wurde 1977 für die Fine Gael in den 21. Dáil Éireann gewählt. Insgesamt wurde er für die Fine Gael noch dreimal wiedergewählt. Während des 22. Dáil Éireann war Keating vom 30. Juni 1981 bis März 1982 Staatsminister im Bildungsministerium. Im Jahr 1986 trat er den neugegründeten Progressive Democrats bei und wurde für sie auch bei den folgenden Wahlen gewählt. 1989 verzichtete er auf eine erneute Kandidatur. 
Keating bekleidete von Juni 1983 bis Juli 1984 das Amt des Oberbürgermeisters von Dublin (Lord Mayor of Dublin).